# Mettäjärvi (Gällivare socken, Lappland, 748723-175696)
Mettäjärvi är en sjö i Gällivare kommun i Lappland och ingår i Kalixälvens huvudavrinningsområde. Sjön har en area på 6,49 kvadratkilometer och ligger 341 meter över havet. Mettäjärvi ligger i Torne och Kalix älvsystem Natura 2000-område. Sjön avvattnas av vattendraget Kääntöjoki.

## Delavrinningsområde
Mettäjärvi ingår i det delavrinningsområde (748700-175668) som SMHI kallar för Utloppet av Mettäjärvi. Medelhöjden är 369 meter över havet och ytan är 38,51 kvadratkilometer. Det finns inga avrinningsområden uppströms utan avrinningsområdet är högsta punkten. Kääntöjoki som avvattnar avrinningsområdet har biflödesordning 2, vilket innebär att vattnet flödar genom totalt 2 vattendrag innan det når havet efter 233 kilometer. Avrinningsområdet består mestadels av skog (59 procent) och sankmarker (19 procent). Avrinningsområdet har 7,02 kvadratkilometer vattenytor vilket ger det en sjöprocent på 18,2 procent.